# Drawpoker
Drawpoker er en dansk animationsfilm fra 2009, der er instrueret af Stephan Suessmann, Emil Sellström, Svend A. Rothmann Bonde og Lise Vestergaard Jensen.

## Handling
I en storby i 1930'erne har tre luskede kriminelle samlet sig for at tage et slag poker; de har alt at tabe og endnu mere at vinde. Efterhånden som aften bliver til nat bliver atmosfæren mere intens. Der er ingen grænser for hvor meget der snydes, skydes og dræbes i vejen mod at vinde præmien; en stor bunke dollarsedler.